# Граммон (коммуна)
Граммо́н (фр. Grammont) — коммуна во Франции, находится в регионе Франш-Конте. Департамент — Верхняя Сона. Входит в состав кантона Виллерсексель. Округ коммуны — Люр.
Код INSEE коммуны — 70273.

## География
Коммуна расположена приблизительно в 350 км к юго-востоку от Парижа, в 50 км северо-восточнее Безансона, в 30 км к юго-востоку от Везуля.

## Население
Население коммуны на 2010 год составляло 74 человека.
| 1962 | 1968 | 1975 | 1982 | 1990 | 1999 | 2010 |
| ---- | ---- | ---- | ---- | ---- | ---- | ---- |
| 100  | 96   | 78   | 84   | 74   | 71   | 74   |

## Администрация
| Период | Период | Фамилия        | Партия | Примечания |
| ------ | ------ | -------------- | ------ | ---------- |
| 2001   | 2008   | Клод Буржа     |        |            |
| 2008   | 2014   | Жан-Поль Белон |        |            |

## Экономика
В 2010 году среди 38 человек трудоспособного возраста (15—64 лет) 30 были экономически активными, 8 — неактивными (показатель активности — 78,9 %, в 1999 году было 54,5 %). Из 30 активных жителей работали 23 человека (14 мужчин и 9 женщин), безработных было 7 (6 мужчин и 1 женщина). Среди 8 неактивных 1 человек был учеником или студентом, 7 — пенсионерами, 0 были неактивными по другим причинам.